# Sphaerotheca
Sphaerotheca és un gènere de granotes de la família dels rànids que es troba a l'Índia, el Pakistan, Sri Lanka i Nepal.

## Taxonomia
- Sphaerotheca breviceps (Schneider, 1799).
- Sphaerotheca dobsoni (Boulenger, 1882).
- Sphaerotheca leucorhynchus (Rao, 1937).
- Sphaerotheca maskeyi (Schleich & Anders, 1998).
- Sphaerotheca rolandae (Dubois, 1983).
- Sphaerotheca strachani (Murray, 1884).
- Sphaerotheca swani (Myers i Leviton a Leviton, Myers & Swan, 1956).